# 博格达·阿布都拉
博格达·阿布都拉（維吾爾語：بوغدا ئابدۇللا
‎，1941年—），另译博格达·阿卜杜拉或博格达·阿不都拉，维吾尔族作家，中共党员。
1965年毕业于新疆大学中文系，后一直留校工作，历任中文系副教授、写作教研室主任，新疆维吾尔自治区作家协会理事。1956年开始发表作品。1982年加入中国作家协会。

## 作品
著有诗集《春蕾》、《帆》、《梦中的石榴花》、《女儿堡》、《飘石》、《顶陶罐的姑娘》，专著《写作技巧》、《写作》等。

## 奖项
某作品曾获1990年优秀科研成果二等奖。维吾尔文诗集《顶陶罐的姑娘》获全国第八届少数民族文学创作“骏马奖”。